# Gösta Andersson (lottatore)
Erik Gösta Andersson (Selånger, 15 febbraio 1917 – Sundsvall, 12 settembre 1975) è stato un lottatore svedese, specializzato nella lotta greco-romana.

## Palmarès
- Giochi olimpici

Londra 1948: oro nei 73 kg.
Helsinki 1952: argento nei 73 kg.
- Mondiali

Stoccolma 1950: bronzo nei 73 kg.
- Europei

Tallin 1938: bronzo nei 66 kg.
Oslo 1939: oro nei 66 kg.
Praga 1947: argento nei 73 kg.